# Gerardo De Prisco
Gerardo De Prisco (Lago, 9 dicembre 1939) è un politico italiano.

## Biografia
Vive a Pagani (in provincia di Salerno) dove ha ricoperto per oltre 25 anni la carica di consigliere comunale fino al 1994.
Ha ricoperto la carica di Consigliere provinciale per oltre 20 anni e consigliere regionale fino al 1995.
È stato Senatore della Repubblica nella IX legislatura nelle file del MSI.